# Crazy Penis
Crazy Penis est un groupe de musique électronique formé au Royaume-Uni en 1995 par Chris Todd et James Baron lorsqu'ils étaient à l'université de Nottingham.

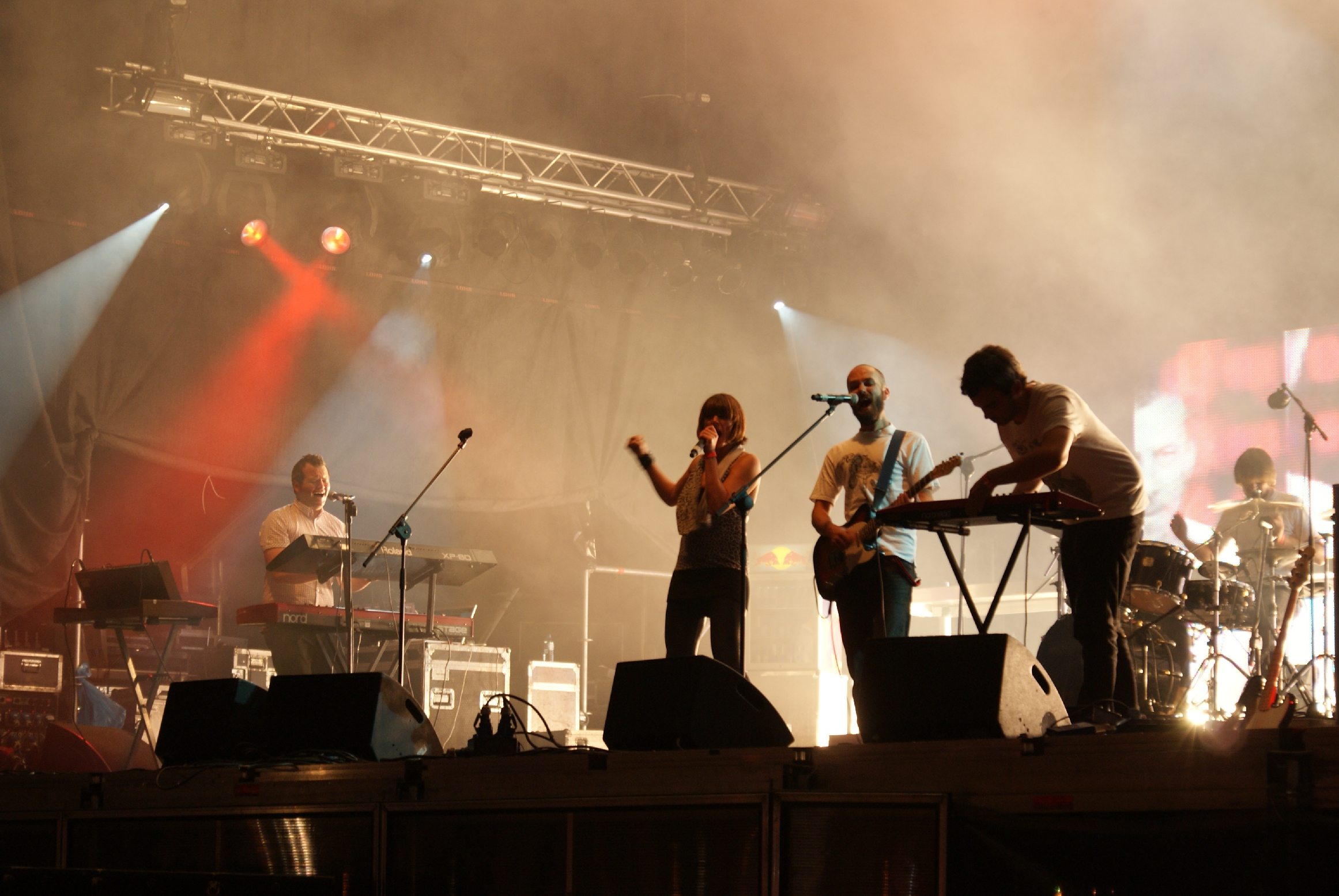
Crazy Penis au festival Audioriver à Płock en 2009.

Le groupe s'est élargi à partir de 2000 avec l'introduction d'un DJ de Manchester, la chanteuse Danielle Moore († 2024) qui a participé à la rédaction des paroles ainsi qu'à la composition des mélodies sur le second album. Cet élargissement s'est poursuivi avec l'arrivée d'un percussionniste, Mav, et d'un bassiste, Tim Davies. Danielle Moore est décédée le 2 septembre 2024, à l'âge de 52 ans.
Le nom Crazy P est souvent privilégié sur certaines radios conservatrices du Royaume-Uni, pour éviter le mot Penis.

## Discographie
- 1998 : A Nice Hot Bath With... (Paper recordings)
- 2002 : The Wicked Is Music (Paper recordings)
- 2003 : 24 Hour Psychedelic Freakout (Shiva records)
- 2005 : A Night On Earth (Shiva records)
- 2008 : Love On The Line (Tinted records), sorti en Australie
- 2008 : Stop Space Return (20:20 Vision), réédition mondiale de Love On The Line
- 2011 : When We On (20:20 Vision)
- 2015 : Walk Dance Talk Sing
- 2019 : Age Of The Ego
- 2024 : The Paper Years